# جورج وايت باكستر (ضابط)
جورج وايت باكستر (بالإنجليزية: George W. Baxter)‏هو سياسي أمريكي شغل منصب الحاكم الإقليمي لوايومنغ من 11 نوفمبر عام 1886 -إلى 20 ديسمبر 1886. وٌلد جورج في 7 يناير 1855، وتُوفي في 18 ديسمبر 1929.

## حياته المُبكرة
وُلد جورج في هيندرسونفيل بولاية كارولاينا الشمالية في 7 يناير 1855، وهو ابن القاضي جون باكستر وأورا ألكسندر باكستر. عندما كان يبلغ من العمر عامين، انتقلت عائلة باكستر إلى نوكسفيل بولاية تينيسي، حيث عاش معظم حياته.
التحق جورج بالجامعة في نوكسفيل لكنه تابع تعليمه في الأكاديمية الأمريكية العسكرية في ويست بوينت. وغادر نوكسفيل والتحق بالأكاديمية في عام 1873 وتخرج في عام 1877. وبعد تخرجه كُلف برتبة ملازم ثاني وعمل في سلاح الفرسان الثالث للولايات المتحدة لمدة ثلاث سنوات. وصل جورج وايومنغ في عام 1881 بعد أن ترك الجيش.

## الحياة السياسية
تم تعيين جورج حاكمًا لإقليم وايومنغ من قبل الرئيس غروفر كليفلاند في 11 نوفمبر 1886 حيث حلّ محل فرانسيس امروي وارن، الذي واجه التدقيق في تعاملاته التجارية.وعلى الرغم من أن وقت جورج كمحافظ لم يدم طويلاً، إلأا أنه خدم في المنصب حتى 20 ديسمبر 1886 فقط حيث استقال من منصبه واستُعيض عنه مؤقتًا من قبل سكرتير الإقليم إليوت مورغان.
عاد جورج إلى السياسة في عام 1889، حيث عمل مندوبًا في مؤتمر وايومنغ الدستوري. وفي وقت لاحق من عام 1890، قام بجولة غير ناجحة لمحافظ ولاية وايومنغ. وعاد إلى نوكسفيل في عام 1892 وبدأ عمله الخاص.
كان جورج متزوجًا من مارغريت وايت ماكغي، ابنة رجل الأعمال في نوكسفيل تشارلز ماكلونغ ماكغي.

## الوفاة
تُوفي جورج في مدينة نيويورك في عام 1929.

## References
1. ↑  Charles A. Newell, Jr., "John Baxter," NCPedia, 1979.  Retrieved: 1 May 2013. نسخة محفوظة 12 ديسمبر 2018 على موقع واي باك مشين.
2. 1 2 3 4  "Wyoming State Archives - Reference, Research and Historical Photographs - Governors". wyoarchives.state.wy.us. مؤرشف من الأصل في 2011-07-27. اطلع عليه بتاريخ 2011-05-10.
3. ↑  "Wyoming State Archives - Reference, Research and Historical Photographs - Governors". wyoarchives.state.wy.us. مؤرشف من الأصل في 2011-07-27. اطلع عليه بتاريخ 2011-05-10.
4. ↑  Zella Armstrong, Notable Southern Families, Vol. 1 (Lookout Publishing Company, 1918), p. 149. نسخة محفوظة 2 فبراير 2020 على موقع واي باك مشين.